# Brigittea
Genre
Brigittea est un genre d'araignées aranéomorphes de la famille des Dictynidae.

## Distribution
Les espèces de ce genre se rencontrent en écozone paléarctique sauf Brigittea colona de Nouvelle-Calédonie. Brigittea civica a été introduite en Amérique du Nord.

## Liste des espèces
Selon World Spider Catalog (version 26, 11/07/2025) :
- Brigittea avicenna Zamani & Marusik, 2021
- Brigittea civica (Lucas, 1848)
- Brigittea colona (Simon, 1906)
- Brigittea innocens (O. Pickard-Cambridge, 1872)
- Brigittea latens (Fabricius, 1775)
- Brigittea vicina (Simon, 1873)

## Systématique et taxinomie
Ce genre a été décrit par Lehtinen en 1967 dans les Dictynidae. Il est placé en synonymie avec Dictyna par Wunderlich en 1987. Il est relevé de synonymie par Marusik, Esyunin et Tuneva en 2015.

## Publication originale
- Lehtinen, 1967 : « Classification of the cribellate spiders and some allied families, with notes on the evolution of the suborder Araneomorpha. » Annales Zoologici Fennici, vol. 4, p. 199-468.